# Cutremurul din Racha (1991)
Cutremurul din Racha din 1991 a avut loc în provincia Racha, Georgia, la 29 aprilie, la ora 9:12 UTC. Având epicentrul în districtele Oni și Ambrolauri, pe versanții sudici ai munților Caucazului Mare, a ucis 270 de persoane, a lăsat aproximativ 100.000 de oameni fără adăpost și a provocat pagube severe, inclusiv mai multor monumente medievale. A avut o magnitudine de 7,0 și a fost cel mai puternic cutremur înregistrat vreodată în Caucaz.
Georgia se află între cele două lanțuri muntoase, Caucazul Mare în nord și Caucazul Mic în sud. Aceste două sisteme muntoase sunt rezultatul efectelor continue ale coliziunii dintre placa arabă și placa eurasiatică. Caucazul Mare constă într-o centură de cute și falii orientată spre sud, care este activă încă din Oligocen. Racha se află aproape de marginea sudică a acestei centuri de compresie, iar cutremurul este interpretat ca fiind cauzat de ruptura frontului activ de compresie.

## Pagube

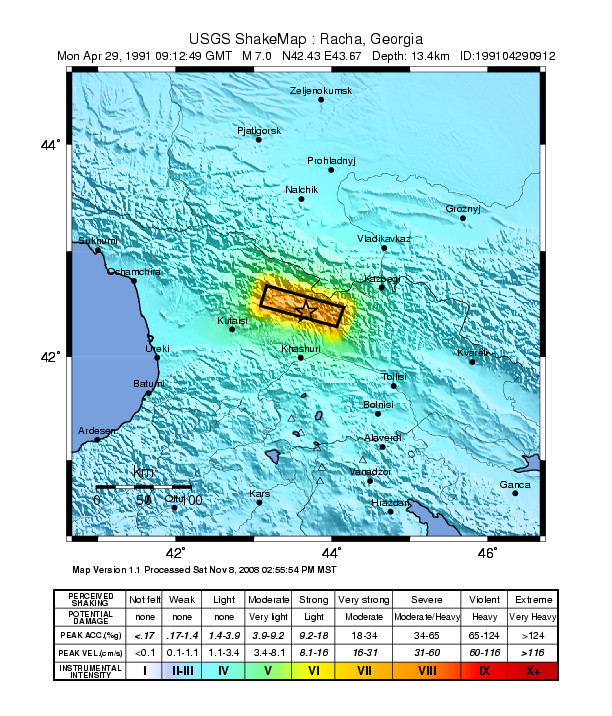
Harta intensității seismice pentru cutremur.

Cutremurul a afectat 700 de sate și așezări, distrugând 46.000 de case și lăsând 100.000 de oameni fără adăpost. Numărul victimelor a fost redus deoarece majoritatea locuitorilor lucrau pe câmp în momentul cutremurului, la ora locală 13:13. Multe monumente istorice importante au fost grav avariate, în special Biserica Arhanghelului de lângă Zemo Krikhi și biserica Mravaldzali, care au fost complet distruse.
O mare parte din pagubele asociate cutremurului au fost cauzate de alunecările de teren declanșate, mai degrabă decât de cutremur în sine. Cel mai frecvent tip a fost căderea de pietre, urmată de alunecări de resturi, prăbușiri, alunecări de pământ, alunecări de blocuri de rocă și avalanșe de rocă. Cea mai distructivă a fost o avalanșă mare de resturi, care a distrus satul Khokheti, ucigând 50 dintre locuitori. O masă mare de rocă vulcanică jurasică a căzut pe aluviuni saturate cu apă, combinându-se pentru a forma avalanșa de resturi. Avalanșa de resturi, care a avut un volum estimat de peste 3 milioane de m³, a măturat o vale prin Khokheti, blocând râul Gebura, formând un baraj înalt de 100 m, care s-a rupt la scurt timp după aceea, provocând mai multe distrugeri. Două dintre alunecările de pământ au prezentat o mișcare întârziată, cea mai mare parte a deplasării având loc la câteva zile după șocul principal. Alunecarea de teren Chordi era activă înainte de cutremur și a prezentat doar o mișcare minoră în momentul șocului principal. Două până la trei zile mai târziu, alunecarea a început să se deplaseze cu aproximativ 8 m pe zi, distrugând satul Chordi. Pe 18 mai, alunecarea se deplasa încă cu 2 m pe zi. Această alunecare s-a produs pe argilită din Formațiunea Maikop și a avut un volum total de aproximativ 20 de milioane de m³.
Replica din 15 iunie a provocat pagube extinse în zona Java până la Țhinvali. Cel puțin 8 persoane au fost ucise și 200 rănite. Cu toate acestea, din cauza unui miting de protest al localnicilor, au fost ucise zeci, dar nu sute de persoane. Satul Khakhet a fost distrus.

## Caracteristici
Cutremurul a avut o magnitudine de 7,0. S-a observat o intensitate maximă de IX pe scara MSK. Mecanismul focal calculat a arătat că cutremurul a fost rezultatul unei falieri inverse cu un unghi mic, pe un plan de falie înclinat la aproximativ 35° spre nord-nord-est. Acest lucru a fost confirmat de distribuția replicilor, care au definit un plan clar cu această orientare. Analiza structurii detaliate a vitezei din jurul zonei de ruptură a sugerat că aceasta a coincis cu o schimbare semnificativă a vitezei seismice, fiind consistentă cu reprezentarea interfeței dintre sedimentele mezozoice și fundamentul cristalin subiacent. Se crede că creasta Racha, înaltă de 1.500 m, a fost ridicată de cutremure repetate de acest tip.
Șocul principal a fost urmat de o serie complexă de replici care s-au extins pe parcursul mai multor luni, provocând pagube și victime suplimentare. Cea mai mare dintre replici, care a constat în două evenimente separate de aproximativ două secunde, a avut o magnitudine de Ms 6,5 și a avut loc pe 15 iunie, cu un epicentru lângă Java. Pe 23 octombrie 1992, un cutremur cu magnitudinea de 6,7 a avut loc la aproximativ 100 km est de zona replicilor. A fost, de asemenea, cauzat de o falie inversă pe un plan înclinat spre nord-nord-est, deși cu o componentă semnificativă de deplasare orizontală dextrală (spre dreapta).

## Urmări
Conflictul georgiano-osetin în curs de desfășurare a complicat eforturile de salvare.